# Stea de carbon
O stea de carbon este o stea de tip gigantă târzie similară cu o gigantă roșie (sau, ocazional, cu o pitică roșie), a cărei atmosferă conține mai mult carbon decât oxigen; cele două elemente se combină în straturile superioare ale stelei, formând monoxid de carbon, acesta consumă tot oxigenul din atmosferă, lăsând atomii de carbon liberi, pentru a forma alți compuși din carbon. Pe de altă parte acești compuși dau stelei un aspect de funingine și o culoare roșie intensă. 
În stelele "normale" (cum ar fi Soarele), atmosfera este mai bogată în oxigen decât în carbon. Stelele obișnuite nu prezintă caracteristicile stelelor cu carbon, și, prin urmare, în acest context, se numesc stele de oxigen. Stelele cu carbon au caracteristicile spectrale destul de distinctive; și ele au fost catalogate și recunoscute după spectrelor lor de către Angelo Secchi în anii 1860 - un moment de pionierat în astronomia spectroscopică. 

## Clasificări

### Clasificarea spectrală Harvard
| Tipul- MK       | R0    | R3    | R5     | R8    | Na     | Nb    |
| gigantă echiv.  | G7-G8 | K1-K2 | ~K2-K3 | K5-M0 | ~M2-M3 | M3-M4 |
| Teff (temp., K) | 4300  | 3900  | ~3700  | 3450  | ---    | ---   |

## Listă de stele de carbon
- Steaua R Leporis
- IRC +10216
- La Superba
- V466 Per, HD 232820
- TT Cyg, HD 186047